# Chapelle Notre-Dame-des-Pommiers de Ruoms
La chapelle Notre-Dame-du-Rhône est une chapelle située à Ruoms, en France. Elle est également connue sous le nom de chapelle des Pommiers.

## Localisation
La chapelle est située sur la commune de Ruoms, dans le département français de l'Ardèche.

## Historique
L'édifice est classé au titre des monuments historiques en 1908.